# Garamszentkereszti járás
A Garamszentkereszti járás (Okres Žiar nad Hronom) Szlovákia Besztercebányai kerületének közigazgatási egysége. Területe 532 km², lakosainak száma 48 125 (2001), székhelye Garamszentkereszt (Žiar nad Hronom). A járás területe teljes egészében az egykori Bars vármegye területe volt.

## Népessége
| Év:            | 1994.  | 2004.   | 2014.   | 2024.   |
| -------------- | ------ | ------- | ------- | ------- |
| Emberek száma: | 48 435 | 47 803  | 47 736  | 43 345  |
| Eltérés:       |        | -1,30 % | -0,14 % | -9,19 % |

| Év:            | 2023.  | 2024.   |
| -------------- | ------ | ------- |
| Emberek száma: | 43 738 | 43 345  |
| Eltérés:       |        | -0,89 % |

## A Garamszentkereszti járás települései
- Alsótárnok (Dolná Trnávka)
- Alsózsadány (Dolná Ždaňa)
- Apáthegyalja (Lehôtka pod Brehmi)
- Barskapronca (Kopernica)
- Bartos (Bartošova Lehôtka)
- Bezeréte (Trnavá Hora)
- Dallos (Ihráč)
- Felsőbesenyő (Hronská Dúbrava)
- Felsőtóti (Horná Ves)
- Felsőzsadány (Horná Ždaňa)
- Garamszentkereszt (Žiar nad Hronom)
- Geletnek (Hliník nad Hronom)
- Jánosgyarmat (Janova Lehota)
- Jánoshegy (Kremnické Bane)
- Jánosrét (Lúčky)
- Karvaly (Jastrabá)
- Kelő (Prochot)
- Kékellő (Krahule)
- Kiszelfalu (Pitelová)
- Koszorús (Kosorín)
- Körmöcbánya (Kremnica)
- Kunosvágása (Kunešov)
- Ladomérmindszent (Ladomeská Vieska)
- Lócsakürtös (Lovčica – Trubín)
- Lutilla (Lutila)
- Mailáth (Prestavlky)
- Mogyorómál (Slaská)
- Nagylócsa (Lovča)
- Ókörmöcke (Stará Kremnička)
- Repistye (Repište)
- Sváb (Dolná Ves)
- Szénásfalu (Bzenica)
- Szklenófürdő (Sklené Teplice)
- Tormáskert (Nevoľné)
- Vihnye (Vyhne)